# Morlanda naturreservat

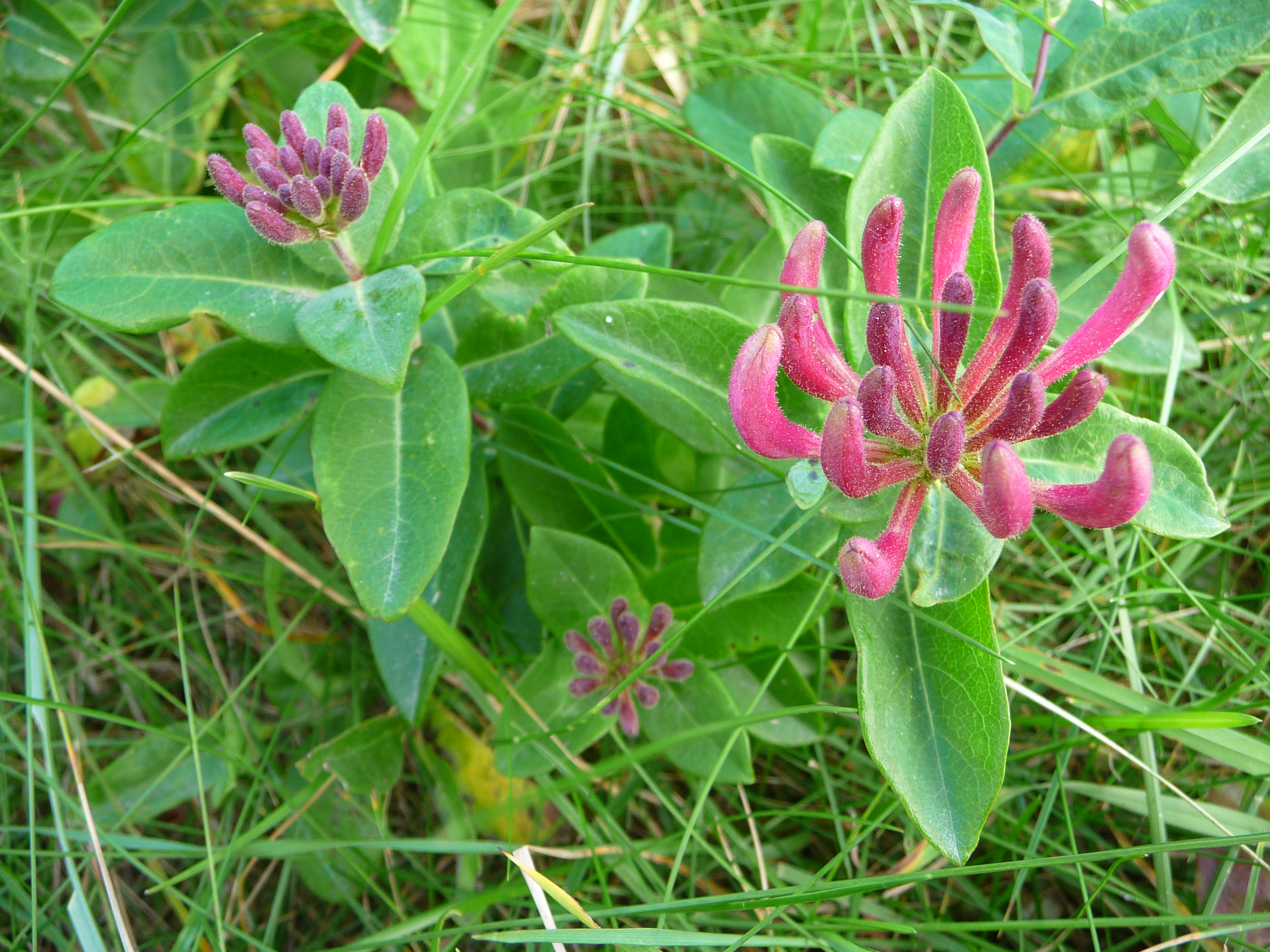
Vildkaprifol

Morlanda är ett naturreservat i Morlanda socken i Orusts kommun i Bohuslän.
Reservatet ligger på nordvästra Orust och omfattar en av länets största gårdar, Morlanda säteri. Det är ett skyddat område sedan 2007 och är 788 hektar stort.
I norr når reservatet Malö strömmar och Björnsundsfjorden. Det gränsar till insjöarna Torebosjön och Rödsvatten. Kring säteriet finns stora odlingsmarker. I öster reser sig förkastningsbranter kantade av  ädellövskog. Särskilt välutvecklad är lövskogen i det närliggande naturreservatet Morlanda Berga Klev. I floran märks stinksyska, ormbär, storrams, gulsippa, blåsippa, gullviva och hässleklocka.
Över hälften av reservatets yta upptas av Storehamnsmassivets nordligaste del. Detta område präglas av hällmarker, hällmarkstallskog samt granskog i skyddade lägen främst i de östra delarna.
Centralt i reservatet vid Morlanda kyrka ligger en golfbana. Inom reservatet finns också en rullstensås.